# 圣胡安包蒂斯塔
圣胡安包蒂斯塔（西班牙語：San Juan Bautista）是西班牙巴利阿里群岛伊维萨岛的一个市镇。总面积122平方公里，2001年总人口4,094人，人口密度34人/平方公里。